# 富比尼定理
富比尼定理（英語：Fubini's theorem）是数学分析中有关重积分的一个定理，由数学家圭多·富比尼在1907年提出。富比尼定理给出了使用逐次积分的方法计算双重积分的条件。在这些条件下，不仅能够用逐次积分计算双重积分，而且交换逐次积分的顺序时，积分结果不变。「托內利定理」由数学家列奧尼達·托內利在1909年提出，与富比尼定理相似，但是是应用于非负函数而不是可积函数。

## 定理
若
{\displaystyle \int _{A\times B}|f(x,y)|\,d(x,y)<\infty }，
其中A和B都是σ-有限测度空间，{\displaystyle A\times B}是{\displaystyle A}和{\displaystyle B}的积可测空间，{\displaystyle f:A\times B\mapsto \mathbb {C} }是可测函数，那么
{\displaystyle \int _{A}\left(\int _{B}f(x,y)\,dy\right)\,dx=\int _{B}\left(\int _{A}f(x,y)\,dx\right)\,dy=\int _{A\times B}f(x,y)\,d(x,y)}，
前二者是在两个测度空间上的逐次积分，但积分次序不同；第三个是在乘积空间上关于乘积测度的积分。
特别地，如果{\displaystyle f(x,y)=h(x)g(y)}，则
{\displaystyle \int _{A}h(x)\,dx\int _{B}g(y)\,dy=\int _{A\times B}f(x,y)\,d(x,y)}。
如果条件中绝对值积分值不是有限，那么上述两个逐次积分的值可能不同。

## 非负函数的Tonelli定理
托內利定理延续了富比尼定理。托內利定理的结论与富比尼定理一样，但是条件从{\displaystyle |f|}积分有限改为了{\displaystyle f}非负。

## 应用
富比尼定理一个应用是计算高斯积分。高斯积分是很多概率论结果的基础：
{\displaystyle \int _{-\infty }^{\infty }e^{-\alpha x^{2}}\,dx={\sqrt {\frac {\pi }{\alpha }}}}